# Trioblattella berlandi
Trioblattella berlandi är en kackerlacksart som först beskrevs av Morgan Hebard 1921.  Trioblattella berlandi ingår i släktet Trioblattella och familjen småkackerlackor. Inga underarter finns listade i Catalogue of Life.